# Poyartin
 Poyartin  es una población y comuna francesa, en la región de Aquitania, departamento de Landas, en el distrito de Dax y cantón de Montfort-en-Chalosse.

## Demografía
| 656 | 623 | 629 | 631 | 648 | 631 |
| Para los censos de 1962 a 1999 la población legal corresponde a la población sin duplicidades (Fuente: INSEE [Consultar]) |     |     |     |     |     |

## Historia
La comuna se constituyó el 7 de febrero de 1790. 